# Phyllophaga tlanchinolensis
Phyllophaga tlanchinolensis är en skalbaggsart som beskrevs av Moron 2000. Phyllophaga tlanchinolensis ingår i släktet Phyllophaga och familjen Melolonthidae. Inga underarter finns listade i Catalogue of Life.